# Balgarovo
Balgarovo (en búlgaro: Българово, transcripto también como Bălgarovo o Bulgarovo) es una localidad de Bulgaria en el municipio de Burgas de la provincia homónima.

## Geografía
Se encuentra a una altitud de 70 m s. n. m. a 425 km de la capital nacional, Sofía.

## Demografía
Según estimación 2012 contaba con una población de 1 547 habitantes.
|         | 2004  | 2005  | 2006  | 2007 | 2008  | 2009  | 2010 |
| Mujeres | 1 029 | 1 024 | 1 012 | 988  | 972   | 966   | 925  |
| Varones | 993   | 977   | 969   | 954  | 934   | 928   | 894  |
| Total   | 2 022 | 2 001 | 1 981 | 1942 | 1 906 | 1 894 | 1819 |